# کهکشان جسم هوگ
کهکشان جسم هوگ از پیچیده‌ترین کهکشان‌ها که در صورت فلکی مار واقع شده‌است. این کهکشان در سال ۱۹۵۰ هنگامی که اخترشناس آرتور هوگ در حال مطالعهٔ این شی غیرمعمول بود دیده شد، خارج این حلقه تحت سلطهٔ ستارههای آبی روشن است، در حالیکه در نزدیکی مرکز توپی از ستارگان قرمز رنگ وجود دارد که احتمالاً خیلی قدیمی‌تر هستند. در واقع می‌توان گفت که ستارهٔ عظیمی در مرکز کهکشان قرار دارد و دیگر سیاره‌ها و ستاره‌ها به دور آن در حال گردش هستند، به همین دلیل به آن دو کهکشان نیز می‌گویند.
بین این دو، شکافی وجود دارد که کاملاً تاریک به نظر می‌رسد. این مسئله که «جسم هوک» و حلقهٔ ستارگان و گاز آن چگونه تشکیل شده، هنوز یک راز است. اما فرضیات پیدایش شامل برخورد یک کهکشان در میلیاردها سال پیش و اثر گرانشی یک نوار مرکزی است که بتازگی ناپدید شده‌است. اخیراً با استفاده از یک الگوریتم نویززدایی هوشمند مصنوعی مجدداً پردازش شده‌است. مشاهدات در طول موج رادیویی نشان می‌دهد که جسم هوگ در میلیاردها سال پیش با یک کهکشان کوچکتر ادغام نشده‌است. این شی فضایی حدود ۱۰۰ هزار سال نوری گستردگی دارد و در فاصلهٔ تقریبی ۶۰۰ میلیون سال نوری از ما واقع شده‌است. به‌طور شانسی در این تصویر در موقعیت ساعت ۷ و فاصلهٔ خالی بین کهکشان و حلقهٔ ستارگان یک کهکشان مارپیچی دیده می‌شود که در فاصله دورتری از جسم هوگ قرار دارد.
می‌توان گفت که این کهکشان به ما نشان می‌دهد که برخورد و ادغام شدن کهکشان راه شیری و آندرومدا چگونه است.